# Ja jestem Groot
Ja jestem Groot (oryg. I am Groot) – amerykańska superbohaterska seria animowanych krótkometrażówek na podstawie komiksów o postaci Groot wydawnictwa Marvel Comics. Twórczynią serialu jest Kirsten Lepore, która odpowiadała za scenariusz i reżyserię. Głosu tytułowemu bohaterowi użyczył Vin Diesel.
Każda z krótkometrażówek opowiadać ma przygody Baby Groota podróżującego po galaktyce i wpadającego w różne kłopoty.
Ja jestem Groot jest częścią franczyzy Filmowego Uniwersum Marvela. Pierwszy sezon należy do IV Fazy tego uniwersum. Seria krótkometrażówek zadebiutowała 10 sierpnia 2022 roku w serwisie Disney+. Premiera drugiego sezonu serii miała miejsce 6 września 2023 roku.

## Obsada
- Vin Diesel jako Baby Groot, członek Strażników Galaktyki, humanoidalne drzewo w postaci młodej „sadzonki”[3].
- Bradley Cooper jako Rocket, członek Strażników Galaktyki, genetycznie zmodyfikowany szop, który biegle posługuje się bronią palną[4].
- Jeffrey Wright jako Obserwator, obserwator uniwersum, który nie ingeruje w dzieje świata. Wright powtórzył swoją rolę z serialu A gdyby…?[5].

Ponadto w pierwszym sezonie głosów użyczuli: Trevor Devall jako Iwua, zmiennokształtny, który naśladuje Groota oraz James Gunn jako głos zegarka.

## Emisja
Pięć krótkometrażówek pierwszego sezonu Ja jestem Groot zadebiutowało 10 sierpnia 2022 roku w serwisie Disney+. Od 18 do 24 lipca odcinek Magnum Opus był pokazywany w El Capitan Theatre w Los Angeles przed wybranymi seansami filmu Thor: Miłość i grom. Kolejne pięć krótkometrażówek zadebiutowało 6 września 2023 roku na Disney+ jako drugi sezon.

### Przegląd sezonów
| Sezon | Sezon | Odcinki | Oryginalna emisja | Oryginalna emisja |
| Sezon | Sezon | Odcinki | Premiera sezonu   | Finał sezonu      |
| ----- | ----- | ------- | ----------------- | ----------------- |
|       | 1     | 5       | 10 sierpnia 2022  | 10 sierpnia 2022  |
|       | 2     | 5       | 6 września 2023   | 6 września 2023   |

## Lista odcinków

### Sezon 1 (2022)
| № | Nr | Tytuł               | Tytuł polski          | Reżyseria      | Scenariusz     | Premiera (Disney+) |
| - | -- | ------------------- | --------------------- | -------------- | -------------- | ------------------ |
| 1 | 1  | Groot’s First Steps | Pierwsze kroki Groota | Kirsten Lepore | Kirsten Lepore | 10 sierpnia 2022   |
| 2 | 2  | The Little Guy      | Robaczywe szczęście   | Kirsten Lepore | Kirsten Lepore | 10 sierpnia 2022   |
| 3 | 3  | Groot’s Pursuit     | Roztańczeni           | Kirsten Lepore | Kirsten Lepore | 10 sierpnia 2022   |
| 4 | 4  | Groot Takes a Bath  | Groot w kąpieli       | Kirsten Lepore | Kirsten Lepore | 10 sierpnia 2022   |
| 5 | 5  | Magnum Opus         | Arcydzieło            | Kirsten Lepore | Kirsten Lepore | 10 sierpnia 2022   |

### Sezon 2 (2023)
| №  | Nr | Tytuł                        | Tytuł polski              | Reżyseria      | Scenariusz     | Premiera (Disney+) |
| -- | -- | ---------------------------- | ------------------------- | -------------- | -------------- | ------------------ |
| 6  | 1  | Are You My Groot?            | Jesteś moim Grootem?      | Kirsten Lepore | Kirsten Lepore | 6 września 2023    |
| 7  | 2  | Groot Noses Around           | Groot węszy               | Kirsten Lepore | Kirsten Lepore | 6 września 2023    |
| 8  | 3  | Groot’s Snow Day             | Śnieżny dzień Groota      | Kirsten Lepore | Kirsten Lepore | 6 września 2023    |
| 9  | 4  | Groot’s Sweet Treat          | Słodka uczta Groota       | Kirsten Lepore | Kirsten Lepore | 6 września 2023    |
| 10 | 5  | Groot and the Great Prophecy | Groot i Wielkie Proroctwo | Kirsten Lepore | Kirsten Lepore | 6 września 2023    |

## Produkcja

### Rozwój projektu
We wrześniu 2018 roku ujawniono, że Marvel Studios pracuje nad serialami na potrzebę serwisu Disney+, które skoncentrowane mają być wokół postaci drugoplanowych z filmów Filmowego Uniwersum Marvela, a Kevin Feige ma odpowiadać za te seriale podobnie jak w przypadku filmów, których jest producentem. W grudniu, podczas Disney Investor Day, Feige zapowiedział oficjalnie serie krótkometrażówek Ja jestem Groot jako część Fazy IV. W listopadzie 2021 roku poinformowano, że Kirsten Lepore zajmie się reżyserią, James Gunn będzie producentem wykonawczym. Producentami wykonawczymi zostali również Feige, Louis D’Esposito, Victoria Alonso, Brad Winderbaum i Lepore, która odpowiadała za scenariusz. W lipcu 2022 roku został zamówiony drugi sezon serii, również składający się z pięciu odcinków. W sierpniu 2023 roku poinformowano, że Feige, D’Esposito, Alonso, Winderbaum i Lepore powrócą jako producenci wykonawczy. Ponadto wyjawiono, że Lapore ponownie zajęła się reżyserią i napisała scenariusz.

### Casting
W marcu 2022 roku ujawniono, że Vin Diesel ponownie użyczy głosu Gootowi oraz że pracuje on już nad nagraniem swoich dialogów. W lipcu poinformowano, że Bradley Cooper powróci jako głos Rocketa. W sierpniu 2023 roku ujawniono, że Diesel powróci jako głos Groota w drugim sezonie. Na początku września wyjawiono, że Jeffrey Wright powtórzy swoją rolę z serialu A gdyby…? jako Obserwator.

### Prace nad animacją
Prace animacyjne rozpoczęły się w sierpniu 2021 roku. W serii została wykorzystana fotorealistyczna animacja komputerowa.

## Odbiór

### Krytyka w mediach
Seria spotkała się z pozytywną reakcją krytyków. W serwisie Rotten Tomatoes 88% z 16 recenzji uznano za pozytywne, a średnia ocen wystawionych na ich podstawie wyniosła 7,5/10.

### Nagrody i nominacje
| Rok  | Ceremonia                                   | Kategoria                                                    | Nominowani      | Rezultat  | Przypis |
| ---- | ------------------------------------------- | ------------------------------------------------------------ | --------------- | --------- | ------- |
| 2023 | Online Film & Television Association Awards | Najlepszy animowany program                                  | Ja jestem Groot | Nominacja | [ 20 ]  |
| 2023 | Children’s and Family Emmy Awards           | Najlepszy program krótkometrażowy                            | Ja jestem Groot | Wygrana   | [ 21 ]  |
| 2023 | Children’s and Family Emmy Awards           | Najlepsze miksowanie i edycja dźwięku w programie animowanym | Ja jestem Groot | Wygrana   | [ 21 ]  |